# Кшесін-Парцеля
Кшесін-Парцеля (пол. Krzesin-Parcela) — село в Польщі, у гміні Кутно Кутновського повіту Лодзинського воєводства.
У 1975-1998 роках село належало до Плоцького воєводства.